# 로버트 에이크먼

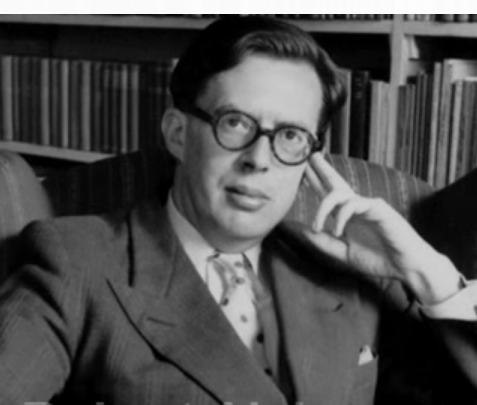

로버트 포디스 에이크먼(Robert Fordyce Aickman. 1914년 6월 27일 - 1981년 2월 26일)은 영국 환경보존운동가이다. 소설가로서는 작가 자신이 "기이한 이야기strange stories"라고 칭한 초자연적 단편 공포소설로 유명하다.

## 생애
로버트 에이크먼은 당대에는 브램 스토커의 드라큘라만큼 유명했던 오컬트 소설 《The Beetle》(1897)을 쓴 빅토리아 시대의 저명한 소설가 리처드 마쉬(1857년 ~ 1915년)의 손자이다.
그는 원래 아버지 윌리엄 아서 에이크먼의 직업을 물려받아 건축을 공부했었다. 자서전 《The Attempted Rescue》에서 에이크먼은 자신의 아버지를 "평생 동안 만난 사람 가운데 가장 특이한 인물이었다"고 술회하고 있다.
아마 에이크먼은 영국 내륙지방의 운하 체계를 복원하고 보존하는 조직인 내륙수로 보존협회(Inland Waterways Association)의 공동 설립자로 가장 잘 알려져 있을 것이다. 그와 함께 뜻을 모은 공동 설립자들 가운데 한 사람이었던 L. T. C. 롤트 역시 열두 편의 초자연적 공포소설을 모은 《Sleep No More》(London: Constable 1948)를 발표하기도 했다. 에이크먼은 1941년 에디스 레이 그리거슨과 결혼했었다. 수로를 되찾기 위한 투쟁의 과정을 다룬 책이 여러 권 있지만, 데이빗 볼튼의 책 《Race Against Time: How Britain's Waterways Were Saved》(London: Methuen 1990)가 가장 중요한 저작으로 통한다.
에이크먼은 통상적인 치료를 거부하고 1981년 2월 26일 암으로 사망했다. 그의 부고는 1981년 2월 28일 더 타임즈에 실렸다.

## 작품

### 소설
에이크먼의 "기이한 이야기"를 모은 열두 권의 단편집은 모두 출판되었다. 이 책들 가운데, 여덟 권은 처음 발표된 단편들을 실었고 다른 네 권은 재간된 단편집이다(그 가운데 하나인 《Painted Devils: Strange Stories》는 그 전의 단편집에 실렸던 작품들의 수정판으로 구성되어 있다)
- We Are for the Dark: Six Ghost Stories, London: Jonathan Cape 1951 (a collection containing three stories by Elizabeth Jane Howard and three by Aickman)
- Dark Entries: Curious and Macabre Ghost Stories, London: Collins 1964
- Powers of Darkness: Macabre Stories, London: Collins 1966
- Sub Rosa: Strange Tales, London: Victor Gollancz Ltd 1968
- Cold Hand in Mine: Eight Strange Stories, London: Victor Gollancz Ltd 1975
- Tales of Love and Death, London: Victor Gollancz Ltd 1977
- Intrusions: Strange Tales, London: Victor Gollancz Ltd 1980
- Night Voices: Strange Stories, London: Victor Gollancz Ltd 1985

재출판된 단편선들은 다음과 같다.
- Painted Devils: Strange Stories, New York: Charles Scribner's Sons 1979 (revised stories)
- The Wine-Dark Sea, New York: Arbor House/William Morrow 1988
- The Unsettled Dust, London: Mandarin 1990
- The Collected Strange Stories, Carlton-in-Coverdale: Tartarus Press/Durtro Press 1999 (two volumes)

에이크먼의 단편집 상당수는 그의 생전에 출판되었는데, 일러스트레이터 에드워드 고리의 작품을 더스트 재킷으로 사용했다.
에이크먼의 작품으로 단편이 아닌 것 중 출판된 것은 장편 《The Late Breakfasters》(London: Victor Gollancz Ltd 1964) 밖에 없고, 중편 〈The Model: A Novel of the Fantastic〉(New York: Arbor House 1987)은 그의 생전에는 출판되지 않았다. 또 하나의 장편인 《Go Back At Once》는 아직도 출판되지 않고 있다.

### 수상경력
1975년, 에이크먼은 단편 〈Pages from a Young Girl's Journal〉로 세계환상문학상을 수상했다. 이 단편은 원래 팬터지 앤 사이언스 픽션 1973년 2월호에 실렸다가 2년 후에 단편집 《Cold Hand in Mine: Eight Strange Stories》(London: Victor Gollancz Ltd 1975)에도 실렸다. 그해 그는 세계환상문학상 평생공로상을 수상하기도 했다.
1981년 그가 사망한 해에, 에이크먼은 자신의 친구이자 문학적 제자이기도 한 램지 캠벨이 편집한 앤솔로지 《New Terrors》(London: Pan 1980)에 1980년 처음 발표된 단편 〈The Stains〉로 영국환상문학상을 수상했다. 이 작품은 그가 타계한 뒤, 생전에 출판되지 않았던 단편들을 모은 단편집 《Night Voices: Strange Stories》에 수록되었다.
2000년에 발표된 Tartarus Press에서 나온 단편집 《The Collected Strange Stories》는 영국환상문학상 최우수 단편선 부문을 수상했다.

### 논픽션
에이크먼의 자전적 작품에는 《The Attempted Rescue》(London: Victor Gollancz Ltd 1966)와 《The River Runs Uphill: A Story of Success and Failure》(Burton-on-Trent: Pearson 1986)가 있다. 또한 그는 《The Story of Our Inland Waterways》(London: Pitman, 1955)를 쓰기도 했다.
연극, 발레와 음악에도 관심이 많았던 에이크먼은 잡지 The Nineteenth Century and After에서 평론가로 활동하기도 했고, 런던 오페라 협회의 회장을 맡기도 했다. 그는 또한 런던 오페라 클럽, 발레 미너바와 런던의 미크론 시어터 컴퍼니에서도 활발하게 활동했다. 여기 실린 리뷰들은 오늘날까지 단행본 형태로는 출판되지 않고 있다.

### 출판되지 않은 작품들
에이크먼은 〈Allowance For Error〉, 〈Duty〉와 〈The Golden Round〉를 비롯해 많은 극작품을 남겼는데, 어느 작품도 아직 출판된 적은 없다. 다른 두 권의 책, 《Panacea》라는 제목이 붙은 방대한(자필로 1000페이지가 넘는 분량) 철학서와 장편소설 《Go Back At Once》 역시 한번도 출판된 적이 없다. 이 작품들의 원고는 에이크먼이 남긴 다른 서류들과 함께 오하이오주 바울링 그린 주립대학의 로버트 에이크먼 소장품 가운데 보관되어 있다.

## 편집자로서의 활동
그의 작가로서의 활동에 덧붙여, 에이크먼은 1964년부터 1972년 사이에 《Fontana book of Great Ghost Stories》의 처음 여덟 권을 편집했는데, 자신의 작품 여섯 편을 골라 시리즈가 나오는 동안 거기 포함시켰다(4권과 6권에는 그의 작품이 빠져있다). 또한 그는 6권을 제외한 매권마다 탁월한 통찰력이 담긴 서문을 써넣었다.

## 최근의 재조명
에이크먼의 작품에 대한 비평은 S. T. 조시의 평론서 《The Modern Weird Tale》(2001)에 실려 있다.
처음 출간된 단편선들, 특히 앞의 네 권은 중고책 시장에서 고가에 거래되고 있으며, 그의 첫 번째 장편 《The Late Breakfasters》도 마찬가지이다. 에이크먼의 단편소설을 구하는 가장 좋은 방법은 앞서 언급했던 Tartarus Press의 완전판을 구입하는 것이다.
2001년에, Tartarus Press는 에이크먼의 자서전 《The Attempted Rescue》의 첫 권을 재출간했는데, 여기에는 작가 자신의 서문은 물론, 영국의 4인조 코미디 그룹 The League of Gentlemen의 일원으로 에이크먼의 열렬한 팬인 제레미 다이슨이 쓴 서문이 실려 있다.
예전에 출간되지 않았던 단편인 〈The Well-Conducted Tour〉는 2005년도 Tartarus Press의 정기간행물인 Wormwood에 수록되었다.

## 각색
1968년, 〈Ringing the Changes〉가 〈The Bells of Hell〉이라는 제목의 텔레비전 드라마로 각색되어 BBC 2의 Late Night Horror에서 방영되었다. 〈Ringing the Changes〉의 첫 번째 각색은 1980년 10월 31일 CBC의 드라마 시리즈인 Nightfall에서 방송되었다.
1997년 각색된 〈The Swords〉는 토니 스캇이 감독한 케이블 TV 공포 앤솔러지 시리즈인 The Hunger(스캇이 감독한 동명의 영화와는 다른 작품)의 첫 번째 에피소드로 방영되었다.
제레미 다이슨은 에이크먼의 작품을 여러 가지 형태의 극작으로 각색했다. 에이크먼의 단편 〈The Same Dog〉은 다이슨이 조비 탤봇과 함께 쓴 각본으로 뮤지컬로 각색되어 2000년 바비컨 콘서트 홀에서 처음 상연되었다. 또한 2000년에 League of Gentleman의 파트너였던 마크 개티스와 함께, 그는 에이크먼의 단편 〈Ringing the Changes〉를 BBC 라디오 4에서 방송되는 라디오 극본으로 각색했다(이 작품은 CBC에서 각색된 지 정확하게 20년 후인 2000년 핼러윈에 방송되었다) 2002년 다이슨은 에이크먼의 작품 〈The Cicerones〉를 원작으로 한 단편영화를 감독했고, 개티스가 주연을 맡았다.